# Darius I
Darius I cel Mare (Dîryayas), fiul lui Hystaspes, s-a născut în anul 550 î.Hr. și a devenit rege al perșilor în 522 î.Hr.. În perioada sa, Imperiul Persan a cunoscut apogeul puterii și al întinderii teritoriale, devenind cel mai vast și cel mai puternic stat din Orientul Mijlociu. Darius I a mutat capitala Imperiului Persan la Persepolis. A anexat Punjabul în 517 î.Hr.. Pornește într-o expediție împotriva sciților în (513 î.Hr.), soldată însă cu un eșec. Darius I a vrut să cucerească Grecia, dar a fost înfrânt la Marathon (490 î.Hr.). Moare înainte de a porni în a doua expediție împotriva grecilor, în anul 486 î.Hr., sarcina de a răzbuna onoarea persană fiindu-i transmisă fiului și urmașului său la tron, Xerxes I.

## Viața timpurie

250x

Darius s-a născut în anul 550 î.Hr., fiind cel mai mare dintre cei cinci fii ai lui Hystaspes și al Rhodugunei. Hystaspes a fost satrap de Bactria în 522 î.Hr., potrivit lui Herodot. De asemenea, potrivit lui Herodot, Darius a servit ca lăncier în campania egipteană al regelui Cambyses al II-lea. Hystaspes a fost un ofițer în armată și un nobil de la  curtea lui Cyrus al II-lea cel Mare.
Înainte ca Cyrus cu armata sa să treacă râul Aras ca să lupte cu triburile din nord, acesta și-a învestit fiul, Cambyses al II-lea, ca rege în cazul în care ar fi fost ucis. Cu toate acestea, odată ce a traversat râul Aras, Cyrus a avut o viziune în care Darius avea aripi deasupra umerilor și stătea deasupra Europei și Asiei. 
Cu toate acestea, Cambyses, fiul său a fost moștenitorul la tron. Cambyses l-a ridicat pe Darius din funcția de lăncier.

## Începutul domniei
În anul 522 î.Hr. regele Cambyses a fost rechemat din Egipt de o revoltă. El l-a condamnat la moarte pe fratele său Smerdis, pe care îl făcuse regent al unora dintre provinciile estice și pe care îl suspecta de neloialiltate. Între timp, un uzurpator se pretindea a fi Smerdis cel mort și ridica pretenții la tron. Întîmplarea făcea ca acesta să semene în mod uimitor cu fratele lui Cambyses. Cambyses se întoarce să-l pedepsească pe uzurpator, dar moare pe când trecea prin Siria. Urmașul de drept la tronul Persiei era Hystaspes, tatăl lui Darius, dar acesta nu îndrăznește să-și asigure drepturile întrucât se temea de așa-zisul Smerdis. Darius însă conspiră împotriva uzurpatorului cu alți cinci membri ai aristocrației și reușește să-l ucidă. Prin această acțiune devine regele Persiei.
Darius a înfrânt apoi alte răscoale și și-a consolidat domnia refăcând imperiul înaintașilor săi. În primii ani de domnie Darius se confruntă cu revolte în Elam, Babilon, Media și Armenia, dar face față cu succes dovedindu-se un rege abil și capabil. Succesele sale au fost consemnate într-o inscripție plasată pe o stâncă înaltă la Behistun, pe cursul superior al râului Choaspes. Inscripția este în limba persană și în limbile babiloniene. Noul rege obține o legătură strânsă cu familia predecesorilor săi prin căsătoria cu Atossa, fiica lui Cyrus și văduva lui Cambyses.
Darius a început construirea unui oraș al perșilor, la poalele Muntelui Milei, Kuh-i-Rahmat, oraș numit de greci Persepolis. Pe o latură a muntelui a fost construită o terasă uriașă, unde se putea urca pe trepte duble. Darius a construit și palatul de la Susa, adevărata sa reședință.
A început o expediție contra Egiptului. A încercat să-și facă aici aliați printre preoți, construind un templu în oaza lui Ammon, Charga. Darius a poruncit și refacerea canalului dintre Nil și Marea Roșie și a poruncit învățaților să alcătuiască un cod de legi, activitate care a durat 16 ani. Astfel, Darius a evitat certurile religioase și posibilitatea unor răscoale.
În 517 î.Hr., Darius I a plecat din Egipt spre Asia Centrală, cucerind Horezmul, Belucistanul și Afganistanul. Valea Indului a devenit granița imperiului lui Darius I.

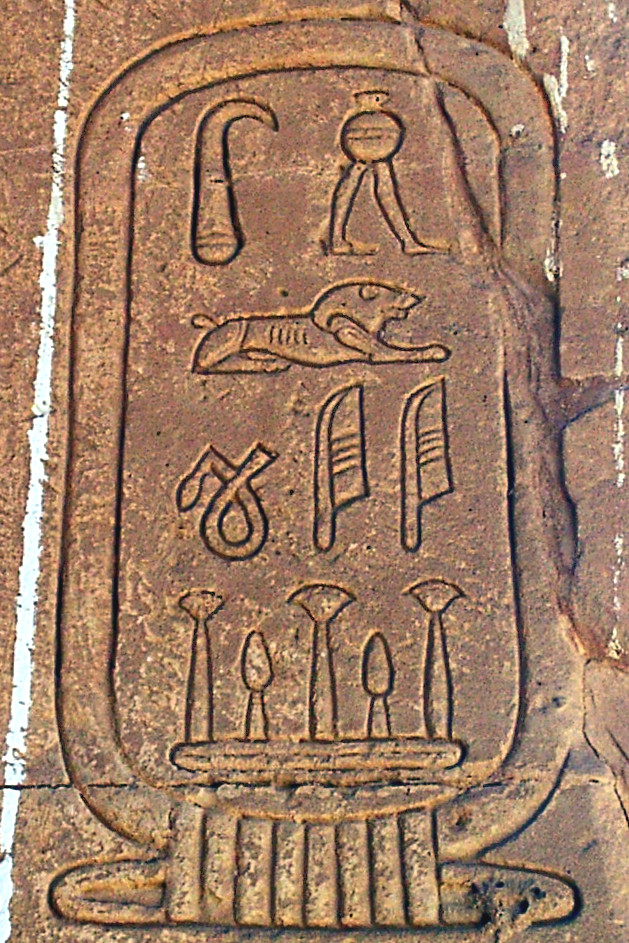
Cartușul pe care apare numele lui Darius I.

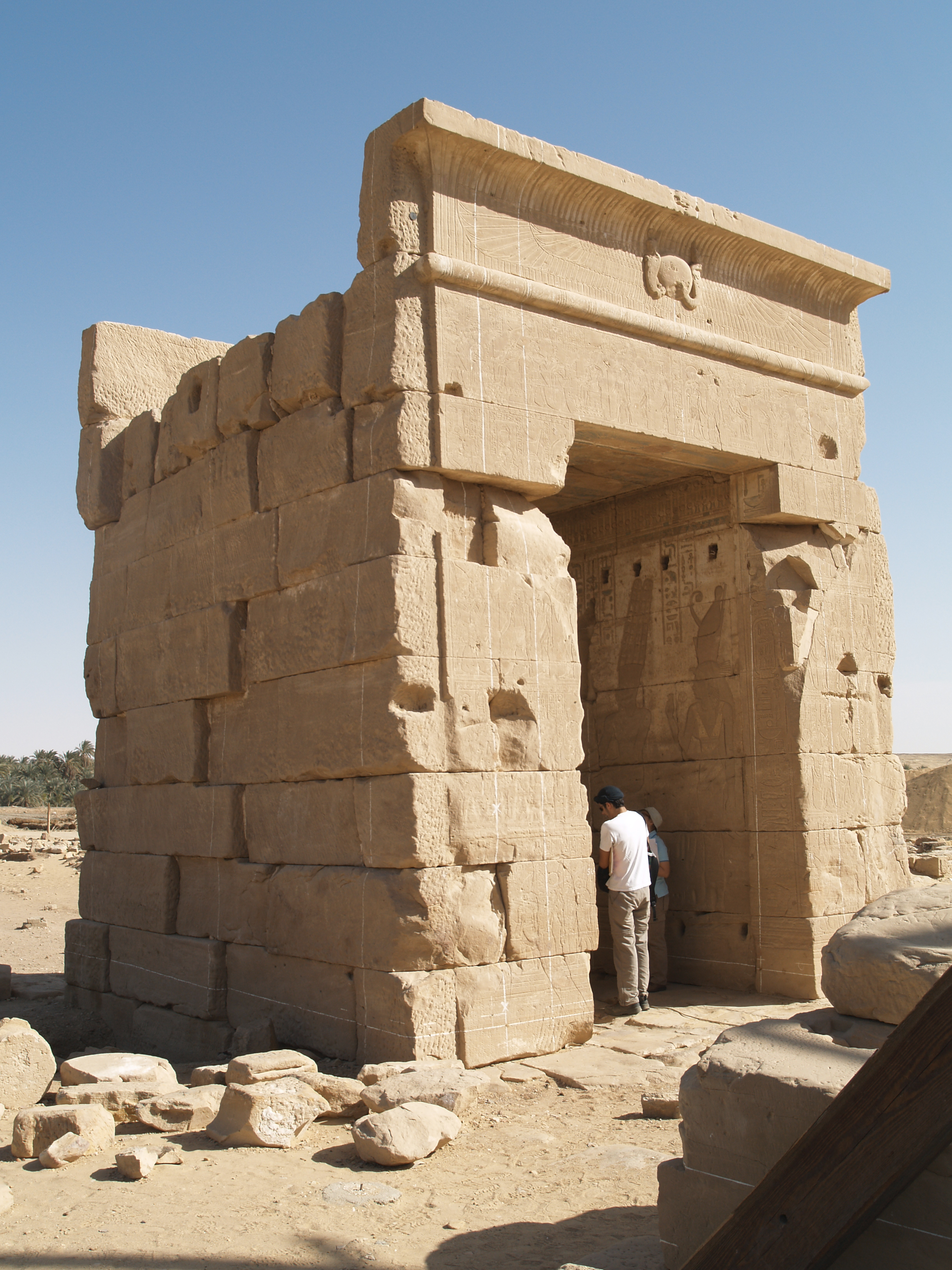
Templul Hibis construit de Darius.

## Rege al regilor

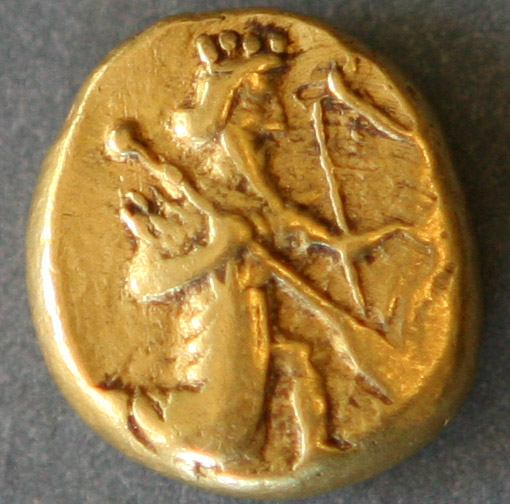
Dareic

Darius I a fost urmașul lui Cambyses al II-lea la tron. Imperiul său s-a extins la est către India.
Imperiul Persan era compus din 20 de provincii (numite satrapii), conduse de satrapi a căror principală sarcină era să prevină revoltele și să colecteze taxele. Țările supuse plăteau tribute în aur, argint sau produse în funcție de circumstanțe: țările mai mici plăteau 450 talanți de argint (15.120 kg) și 100.000 de oi pe an; India plătea 360 talanți de argint (8.352 kg).
Darius a efectuat introducerea unei monede universale, dareicul, probabil înainte de 500 î.Hr.. Darius a aplicat sistemul monetar cu o monedă transnațională pentru a reglementa comerțul pe tot teritoriul imperiului. Dareicul a fost, de asemenea, recunoscut dincolo de granițele imperiului, în locuri cum ar fi Europa Centrală și de Europa de Est. Există două tipuri de dareic: de aur și de argint. Numai regele  putea să-și bată chipul pe  dareicul de aur, generali importanți și satrapii își băteau chipurile pe dareicurile de argint.
Dareicul a îmbunătățit, de asemenea, veniturile guvernamentale prin introducerea de noi taxe pe terenuri, efectivele de animale și piețe. Acest lucru a condus la înregistrarea și la măsurarea terenurilor, impozitele fiind stabilite în funcție de suprafață. Veniturile statului au crescut și au contribuit la menținerea și îmbunătățirea infrastructurii existente și au permis, de asemenea, creșterea fondurilor pentru proiectele de irigare a terenurilor aride. Acest nou sistem fiscal a dus la formarea unui sistem bancar de stat și la crearea de firme bancare. Una dintre cele mai renumite firme bancare a fost Murashu și Sons, cu sediul în Nippur. Aceste firme bancare acordau împrumuturi și credite pentru clienții.
Dareicul a adus un impuls major pentru comerțul internațional, schimburi comerciale cu bunuri, cum ar fi textile, covoare, unelte și obiecte de metal, au început să fie realizate între Asia, Europa și Africa. Pentru a îmbunătăți în continuare comerțul, Darius a construit un drum regal și a organizat un sistem poștal și o ruta maritimă feniciană.

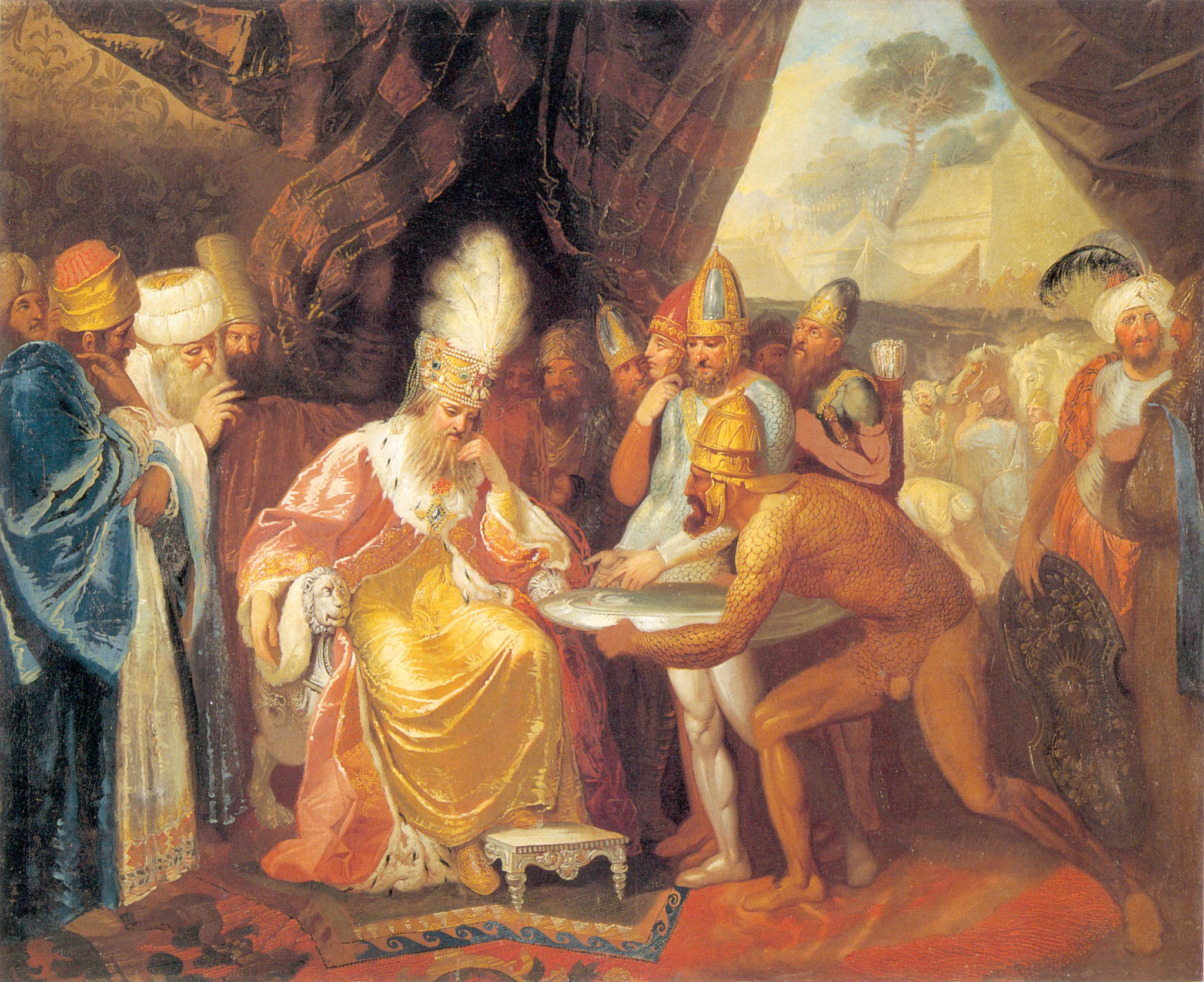
Negocierile cu sciții

Darius I și-a tratat supușii cu o bunătate remarcabilă tocmai cand un dușman înfrânt se aștepta la cea mai nemiloasă cruzime. A încurajat comerțul și a bătut o monedă proprie - dareicul. Darius I a introdus respectul pentru studiu. Darius I era nerăbdător să învețe lucruri noi despre lumea cucerită. El i-a incurajat pe arheologii din Babilon să-și îmbunătățească cunoștințele și a fondat o școală medicală la Saia (Egipt).
Dat fiind că perșii fuseseră un popor fără ieșire la mare, Darius I a vrut să-și extindă cunoștintele despre mare. El l-a trimis pe unul dintre căpitani, pe nume Scylax, să exploreze Indusul, apoi să navigheze de-a lungul coastei, până la Marea Roșie. Au fost găsite tăblițe de piatră care menționează faptul că Darius I a renovat anticul, dar nefolositul, canal ce lega Nilul de Marea Roșie în Golful Suez: „Apoi acest canal a fost săpat așa cum am poruncit eu și vase au navigat din Egipt prin acest canal spre Persia, potrivit dorinței mele”.
Darius a construit multe temple și le-a restaurat cele care anterior fuseseră distruse. Chiar dacă Darius a fost un zoroastrian, el a construit temple dedicate zeilor religiei Egiptului antic. Au fost găsite mai multe temple dedicate zeilor Ptah și Nekhbet. El a finanțat restaurarea templului evreiesc, care inițial a fost decretată de către Cyrus cel Mare, și era favoarabil față de cultele grecești. Darius a observat de asemenea, ritualuri religioase egiptene legate de regalitate și a construit un templu dedicat zeul egiptean Ammon.
În cazul orașelor grecești, satrapii nu interveneau în afacerile locale, acestea fiind dirijate de despoți. Despoții făceau tot ce le plăcea atîta timp cît plăteau tributul regulat și furnizau contingentele militare cînd li se cerea. În practică, despoții asigurau coeziunea conducerii persane, care le asigura la rîndul ei puterea, și acest fapt explică de ce grecii din Asia Mică nu au încercat să scuture jugul persan în timpul disputelor care l-au adus în fruntea regatului pe Darius.
Comerțul este încurajat în timpul regelui Darius prin reforme monetare și îmbunătățirea sistemului de drumuri. El a adoptat moneda bimetalică introdusă inițial de Cresus în Lydia. Rețeaua de drumuri era foarte bine pusă la punct. Cel mai cunoscut drum era „Calea regală” ce era împărțită în stații marcate de puncte de oprire regulate. Avea o lungime mai mare de 1500 de mile și se considera că drumul poate fi străbătut în trei luni de către un om care mergea pe jos. Drumul trecea prin mijlocul Frigiei, pe lîngă mormîntul lui Midas, regele plin de aur, Pessinos, Ancyra, traversa Halys spre Pteria, vechiul oraș capadocian cucerit de Cressus, apoi traversa Halys din nou, mergea spre Sud, spre Mazaka și Comana, pentru a traversa Munții Taurus și a ajunge la Eufrat, înconjura munții care legau Mesopotamia la nord, trecînd pe lîngă Nisibis și ajungînd la Tigru, la Ninive, capitala ruinată a Asiriei. Dincolo de Arbela, drumul  continua spre sud-est pînă la rîul Choaspes și Susa. Drumul era sigur și bine întreținut. Avea avantajul că aducea Asia Centrală mai aproape de Marea Egee. Primele hărți grecești au demonstrat influența pe care a avut-o acest drum.

## Expediția lui Darius I împotriva geților și sciților

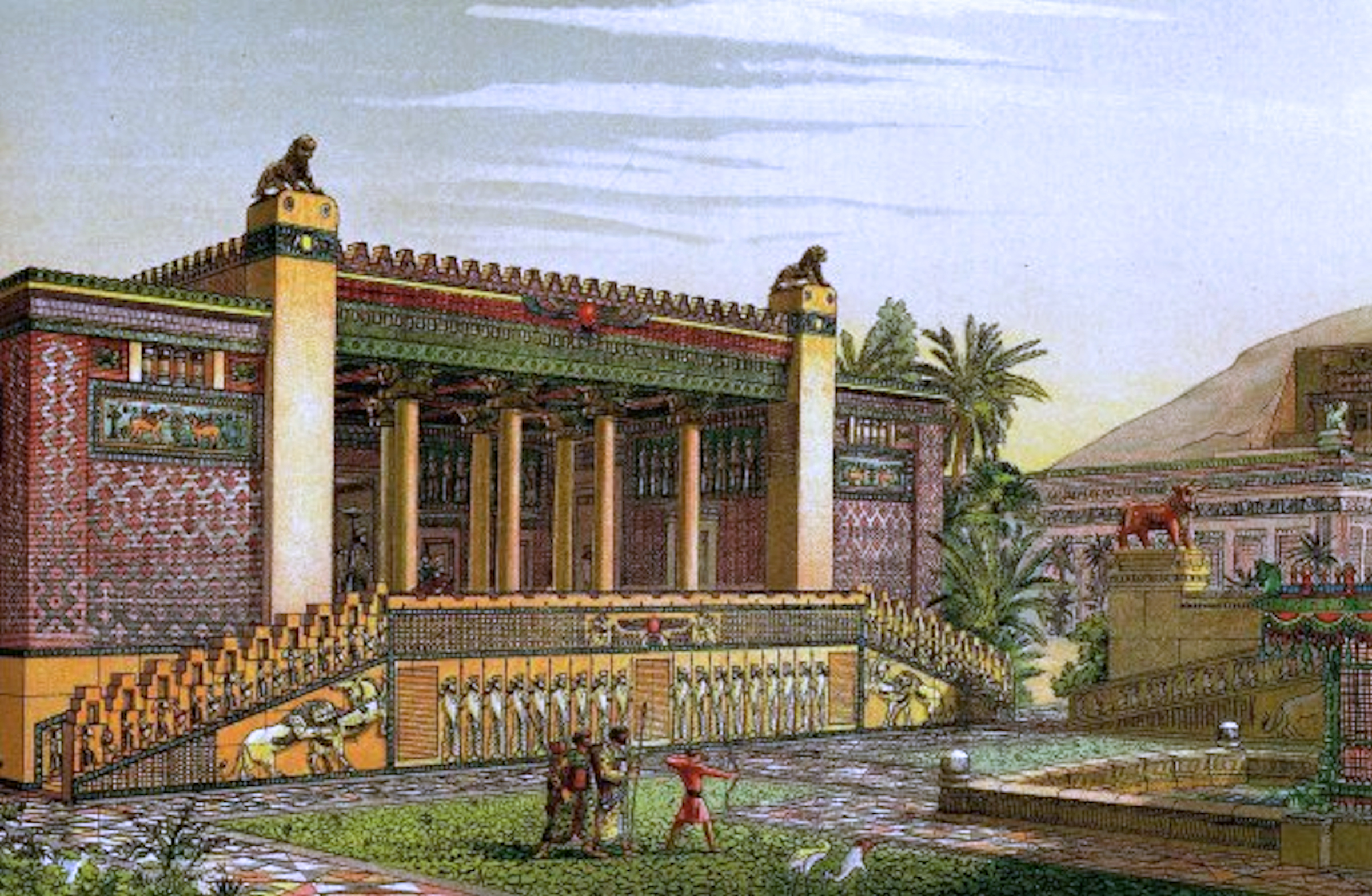
Palatul din Persepolis - reconstituire

Spre sfârșitul secolului al VI-lea î.Hr. sub Darius I cel Mare Imperiul persan ajunge la maxima lui înflorire. În urma expediției din anii 514-512 î.Hr. împotriva sciților, el își extinde stăpânirea asupra unei părți din Peninsula Balcanică. Cyrus cucerise coastele estice ale Mediteranei, continuase și asigurase cucerirea părții sale sudice prin dominarea Egiptului. Darius cel Mare s-a pregătit timp de opt ani pentru această expediție. Probabil că planul său inițial era de a îi supune pe traci până la Dunăre, pentru a-și fixa aici granița nordică a imperiului. Tracii erau războinici puternici și periculoși, așa că expediția a fost una serioasă.
Un arhitect foarte talentat din insula Samos (locul nașterii lui Pitagora), numit Mandrocles, a realizat un pod peste care perșii puteau ajunge în Tracia. Darius i-a dat apoi ordin lui Mandrocles să creeze două coloane, pe care să fie inscripționate cu caractere grecești numele diferitelor populații din armata lui. Herodot, părintele istoriei, a văzut și el aceste coloane și le-a descris. Nu s-a păstrat vreun detaliu al războiului din Tracia.
S-a spus că toate popoarele din zonă s-au supus, mai puțin geții care au luptat din patriotism. La nord de Dunăre se aflau triburi aliate cu cele de la sud de fluviu. Grecii numeau această populație sciți. Cei care erau situați la est erau mai apropiați ca limbă de perși, iar cei de la vest aveau o limbă apropiată de cea tracă. Nimic nu era mai firesc, decât ca popoarele de la sud de Dunăre să se alieze cu cele de la nordul Dunării împotriva perșilor.
Darius a înțeles că această unire tribală reprezenta un pericol pentru campanie. Darius cel Mare a intrat fără probleme în Sciția, dar faptele sale din aceste locuri sunt învăluite în legende. Dominația persană asupra părții estice a Peninsulei Balcanice a durat 15 ani și a fost întreruptă de cucerirea insulelor Lemnos și Imbros. Expediția lui Darius în Peninsula Balcanică împotriva geților și sciților a fost un succes comparabil cu expediția lui Cambyses în Egipt. Planul lui Darius a fost de a-i încorpora pe sciți în Imperiul persan. El a dorit de asemenea să cucerească Sciția și pentru că voia să se răzbune pe sciții care invadaseră Media cu 100 de ani înainte.

## Darius I și războaiele medice

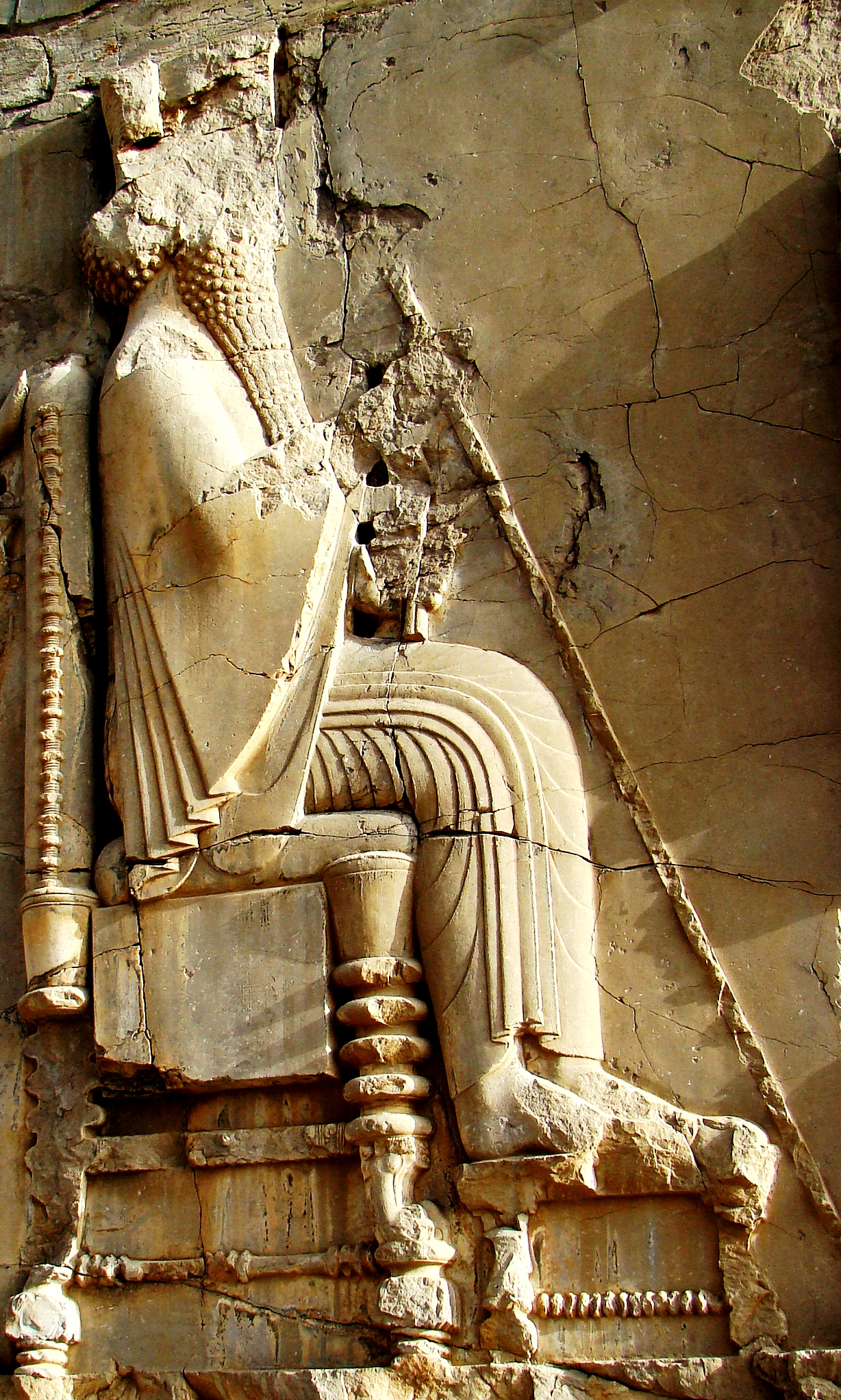
Darius

Regele persan Cyrus "cel Mare" (558-528 î.Hr.), cucerise în 546 î.Hr., printre alte provincii din Asia Mică, și regatul Lidiei, de care depindeau, cel puțin nominal, toate coloniile grecești din Ionia, unde se înfiripase o confederație de douăsprezece polisuri deosebit de înfloritoare din punct de vedere economic și cultural.
Darius I a înăsprit însă modul de stăpânire a orașelor grecești din Ionia, impunând condiții mai dure. Astfel, Ionia a fost integrată cu Lidia într-o singură provincie (satrapie) cu sediul la Sardes, iar în locul unor contribuții neregulate s-au instituit tributuri anuale fixe, ceea ce a stârnit mari nemulțumiri.
Între anii  499 și 493 î.Hr., polisurile ioniene s-au răsculat împotriva Imperiului Persan. Revolta lor a fost însă zdrobită de către imensele armate ale lui Darius. Ionienii s-au adresat atunci celorlalte polisuri grecești pentru ajutor armat, dar singurele cetăți care au răspuns pozitiv au fost doar Atena și Eretria. Expediția navală organizată de acestea în anul 498 î.Hr. a debarcat trupe în Asia Mică, dar după ce au înaintat până la Sardes (unde au incendiat palatul satrapului persan și templul zeiței Cybele), atenienii și eretrienii au fost învinși, nevoiți să se retragă și să se reîmbarce în mare grabă.
Lăsați singuri, și incapabili să se înțeleagă între ei, ionienii au fost învinși decisiv în bătălia de la insula Lade (494 î.Hr.). Miletul, cel mai dezvoltat și bogat oraș al confederației ioniene a fost luat cu asalt și distrus din temelii. Astfel, perșii au pus din nou stăpânire pe Ionia, asupra căreia au instituit o stăpânire bazată pe un regim de teroare.
Acesta a fost pretextul războaielor medice, terminate în final cu păstrarea independenței polisurilor din Grecia continentală, dar cu supunerea completă a ionienilor față de Imperiul Persan.
Darius a început războaiele medice cu o campanie de pedepsire împotriva grecilor. În 492 î.Hr. Darius l-a numit pe fiul său  Mardonius la comanda unei expediții împotriva Greciei continentale, dar flota sa a fost distrusă într-o furtună în apropiere de Muntele Athos și s-a aflat în imposibilitatea de a avansa.

## Ultima bătălie
Darius hotărăște atunci să pedepsească Atena, iar în 490 î.Hr. trimite împotriva acesteia o flotă puternică sub comanda lui Datis și a lui Artaferne. Perșii au cucerit Eretria, distrugând-o și înrobindu-i pe locuitorii săi, dar au fost învinși de hopliții atenieni conduși de către Miltiades în celebra Bătălie de la Marathon.

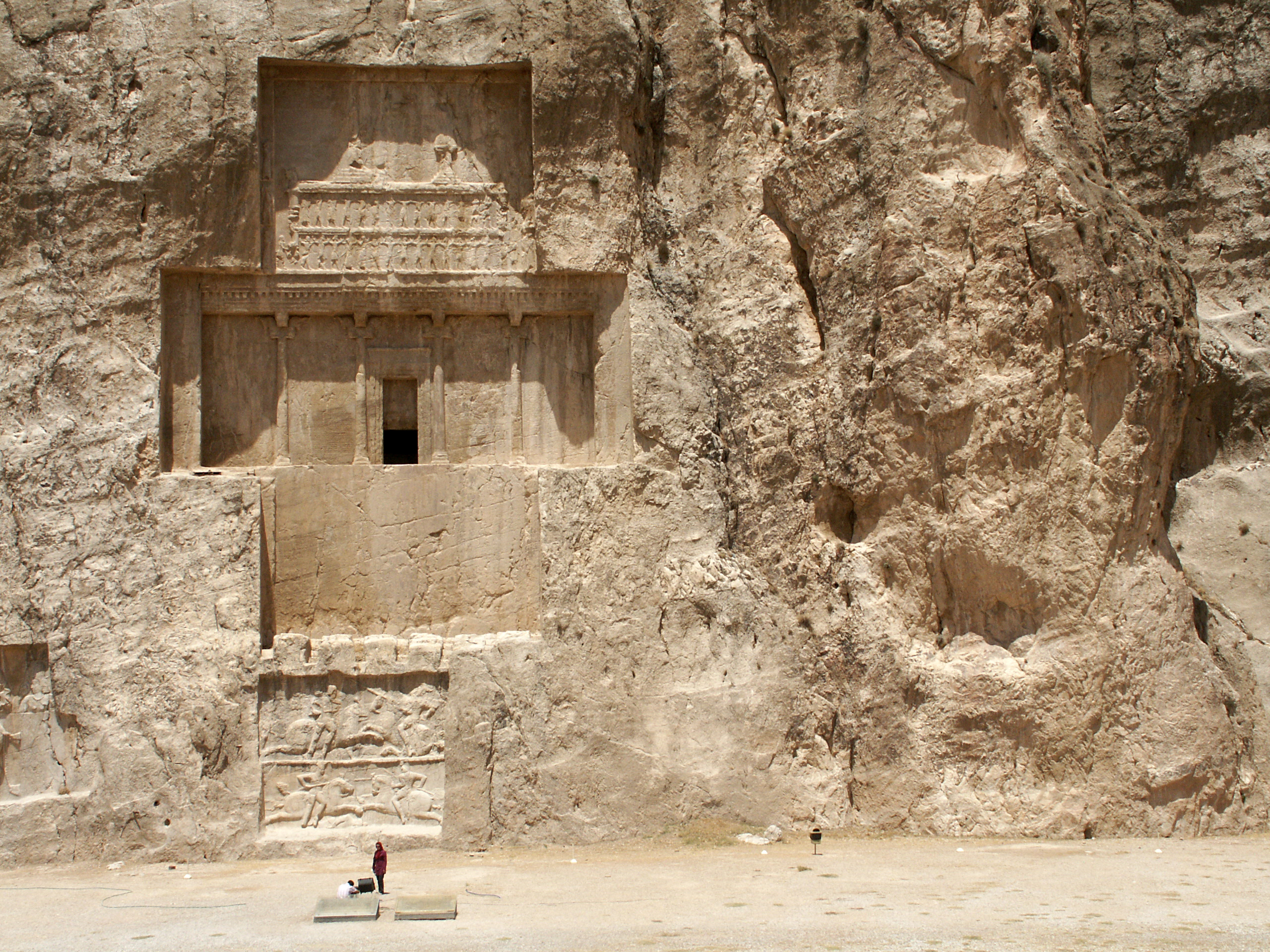
Mormântul lui Darius

Darius a plănuit o nouă expediție de invazie a Greciei și a petrecut trei ani pregătind bărbați și nave de război. Atunci când a izbucnit o revoltă în Egipt starea sa de sănătate s-a înrăutățit și nu a mai fost capabil să conducă el însuși armata. Darius a murit în anul 486 î.Hr., în luna octombrie 486 î.Hr. corpul său fiind îmbălsămat și înmormântat într-un mormânt săpat în stâncă care fusese pregătit pentru el de mai mulți ani. Sarcina de a răzbuna onoarea persană i-a fost transmisă fiului si urmașului său la tron, Xerxes I.

## Arbore genealogic
|  |  |                                  |                                  |                                  |                                  | AchaemenesRege al Persiei        |                                  |  |  |                                         |                                         |                                         |                                         |                                         |                                         |  |  |                                                      |                                                      |                                                      |                                                      |                                                      |                                                      |  |  |                   |                   |                   |                   |                   |                   |  |  |                |                |                |                |                |                |  |  |  |  |  |  |  |  |  |  |  |  |  |  |  |  |  |  |  |  |
|  |  |                                  |                                  |                                  |                                  |                                  |                                  |  |  |                                         |                                         |                                         |                                         |                                         |                                         |  |  |                                                      |                                                      |                                                      |                                                      |                                                      |                                                      |  |  |                   |                   |                   |                   |                   |                   |  |  |                |                |                |                |                |                |  |  |  |  |  |  |  |  |  |  |  |  |  |  |  |  |  |  |  |  |
|  |  |                                  |                                  |                                  |                                  | TeispesRege al Persiei           |                                  |  |  |                                         |                                         |                                         |                                         |                                         |                                         |  |  |                                                      |                                                      |                                                      |                                                      |                                                      |                                                      |  |  |                   |                   |                   |                   |                   |                   |  |  |                |                |                |                |                |                |  |  |  |  |  |  |  |  |  |  |  |  |  |  |  |  |  |  |  |  |
|  |  |                                  |                                  |                                  |                                  |                                  |                                  |  |  |                                         |                                         |                                         |                                         |                                         |                                         |  |  |                                                      |                                                      |                                                      |                                                      |                                                      |                                                      |  |  |                   |                   |                   |                   |                   |                   |  |  |                |                |                |                |                |                |  |  |  |  |  |  |  |  |  |  |  |  |  |  |  |  |  |  |  |  |
|  |  |                                  |                                  |                                  |                                  |                                  |                                  |  |  |                                         |                                         |                                         |                                         |                                         |                                         |  |  |                                                      |                                                      |                                                      |                                                      |                                                      |                                                      |  |  |                   |                   |                   |                   |                   |                   |  |  |                |                |                |                |                |                |  |  |  |  |  |  |  |  |  |  |  |  |  |  |  |  |  |  |  |  |
|  |  | AriaramnesConducător al Persiei* | AriaramnesConducător al Persiei* | AriaramnesConducător al Persiei* | AriaramnesConducător al Persiei* | AriaramnesConducător al Persiei* | AriaramnesConducător al Persiei* |  |  | Cyrus IConducător în Anshan             | Cyrus IConducător în Anshan             | Cyrus IConducător în Anshan             | Cyrus IConducător în Anshan             | Cyrus IConducător în Anshan             | Cyrus IConducător în Anshan             |  |  |                                                      |                                                      |                                                      |                                                      |                                                      |                                                      |  |  |                   |                   |                   |                   |                   |                   |  |  |                |                |                |                |                |                |  |  |  |  |  |  |  |  |  |  |  |  |  |  |  |  |  |  |  |  |
|  |  | AriaramnesConducător al Persiei* | AriaramnesConducător al Persiei* | AriaramnesConducător al Persiei* | AriaramnesConducător al Persiei* | AriaramnesConducător al Persiei* | AriaramnesConducător al Persiei* |  |  | Cyrus IConducător în Anshan             | Cyrus IConducător în Anshan             | Cyrus IConducător în Anshan             | Cyrus IConducător în Anshan             | Cyrus IConducător în Anshan             | Cyrus IConducător în Anshan             |  |  |                                                      |                                                      |                                                      |                                                      |                                                      |                                                      |  |  |                   |                   |                   |                   |                   |                   |  |  |                |                |                |                |                |                |  |  |  |  |  |  |  |  |  |  |  |  |  |  |  |  |  |  |  |  |
|  |  | ArsamesConducător al Persiei*    | ArsamesConducător al Persiei*    | ArsamesConducător al Persiei*    | ArsamesConducător al Persiei*    | ArsamesConducător al Persiei*    | ArsamesConducător al Persiei*    |  |  | Cambyses IConducător în Anshan          | Cambyses IConducător în Anshan          | Cambyses IConducător în Anshan          | Cambyses IConducător în Anshan          | Cambyses IConducător în Anshan          | Cambyses IConducător în Anshan          |  |  |                                                      |                                                      |                                                      |                                                      |                                                      |                                                      |  |  |                   |                   |                   |                   |                   |                   |  |  |                |                |                |                |                |                |  |  |  |  |  |  |  |  |  |  |  |  |  |  |  |  |  |  |  |  |
|  |  | ArsamesConducător al Persiei*    | ArsamesConducător al Persiei*    | ArsamesConducător al Persiei*    | ArsamesConducător al Persiei*    | ArsamesConducător al Persiei*    | ArsamesConducător al Persiei*    |  |  | Cambyses IConducător în Anshan          | Cambyses IConducător în Anshan          | Cambyses IConducător în Anshan          | Cambyses IConducător în Anshan          | Cambyses IConducător în Anshan          | Cambyses IConducător în Anshan          |  |  |                                                      |                                                      |                                                      |                                                      |                                                      |                                                      |  |  |                   |                   |                   |                   |                   |                   |  |  |                |                |                |                |                |                |  |  |  |  |  |  |  |  |  |  |  |  |  |  |  |  |  |  |  |  |
|  |  | HystaspesPrinț                   | HystaspesPrinț                   | HystaspesPrinț                   | HystaspesPrinț                   | HystaspesPrinț                   | HystaspesPrinț                   |  |  | Cyrus al II-lea cel MareRege al Persiei | Cyrus al II-lea cel MareRege al Persiei | Cyrus al II-lea cel MareRege al Persiei | Cyrus al II-lea cel MareRege al Persiei | Cyrus al II-lea cel MareRege al Persiei | Cyrus al II-lea cel MareRege al Persiei |  |  |                                                      |                                                      |                                                      |                                                      |                                                      |                                                      |  |  |                   |                   |                   |                   |                   |                   |  |  |                |                |                |                |                |                |  |  |  |  |  |  |  |  |  |  |  |  |  |  |  |  |  |  |  |  |
|  |  | HystaspesPrinț                   | HystaspesPrinț                   | HystaspesPrinț                   | HystaspesPrinț                   | HystaspesPrinț                   | HystaspesPrinț                   |  |  | Cyrus al II-lea cel MareRege al Persiei | Cyrus al II-lea cel MareRege al Persiei | Cyrus al II-lea cel MareRege al Persiei | Cyrus al II-lea cel MareRege al Persiei | Cyrus al II-lea cel MareRege al Persiei | Cyrus al II-lea cel MareRege al Persiei |  |  |                                                      |                                                      |                                                      |                                                      |                                                      |                                                      |  |  |                   |                   |                   |                   |                   |                   |  |  |                |                |                |                |                |                |  |  |  |  |  |  |  |  |  |  |  |  |  |  |  |  |  |  |  |  |
|  |  |                                  |                                  |                                  |                                  |                                  |                                  |  |  |                                         |                                         |                                         |                                         |                                         |                                         |  |  |                                                      |                                                      |                                                      |                                                      |                                                      |                                                      |  |  |                   |                   |                   |                   |                   |                   |  |  |                |                |                |                |                |                |  |  |  |  |  |  |  |  |  |  |  |  |  |  |  |  |  |  |  |  |
|  |  | Darius IRege al Persiei          | Darius IRege al Persiei          | Darius IRege al Persiei          | Darius IRege al Persiei          | Darius IRege al Persiei          | Darius IRege al Persiei          |  |  | Cambyses al II-leaRege al Persiei       | Cambyses al II-leaRege al Persiei       | Cambyses al II-leaRege al Persiei       | Cambyses al II-leaRege al Persiei       | Cambyses al II-leaRege al Persiei       | Cambyses al II-leaRege al Persiei       |  |  | SmerdisPrinț (impostorul Gaumata a fost conducător*) | SmerdisPrinț (impostorul Gaumata a fost conducător*) | SmerdisPrinț (impostorul Gaumata a fost conducător*) | SmerdisPrinț (impostorul Gaumata a fost conducător*) | SmerdisPrinț (impostorul Gaumata a fost conducător*) | SmerdisPrinț (impostorul Gaumata a fost conducător*) |  |  | ArtystonePrințesă | ArtystonePrințesă | ArtystonePrințesă | ArtystonePrințesă | ArtystonePrințesă | ArtystonePrințesă |  |  | AtossaPrințesă | AtossaPrințesă | AtossaPrințesă | AtossaPrințesă | AtossaPrințesă | AtossaPrințesă |  |  |  |  |  |  |  |  |  |  |  |  |  |  |  |  |  |  |  |  |

| Darius I Dinastia AhemenidăNaștere: 550 î.Hr. Deces: 486 î.Hr. |                                     |                    |
| Predecesor: Cambyses II                                        | Rege al Persiei 522 î.Hr.–486 î.Hr. | Succesor: Xerxes I |
| Predecesor: Cambyses II                                        | Faraon al Egiptului 522–486 î.Hr.   | Succesor: Xerxes I |